# Ted Neeley
Teddie Joe "Ted" Neeley, född 20 september 1943 i Ranger, Eastland County, Texas, är en amerikansk rock- och musikalartist och skådespelare som är mest känd för att ha spelat Jesus i musikalfilmen Jesus Christ Superstar. Han är även en skicklig trummis. Redan 1965 fick han sitt första skivkontrakt, med Capitol Records, med sin dåvarande grupp "The Teddy Neeley Five". Skivan de spelade in hette kort och gott Teddy Neeley.
1981 var han med och sjöng på Meat Loafs album Dead Ringer.
1993 gav han sig ut på en turné, bl.a. tillsammans med Carl Anderson, och sjöng de gamla låtarna från Jesus Christ Superstar. Turnén var bara tänkt att vara i tre månader. Framgången var dock så stor att den höll på till februari 1997.

## Filmografi i urval
- 1973 – Jesus Christ Superstar
- 1977–1978 – Man from Atlantis (gästroll i TV-serie)
- 1979 – Starsky och Hutch (gästroll i TV-serie)
- 1985 – Riptide (gästroll i TV-serie)
- 2012 – Django Unchained